# Lista siturilor arheologice din județul Suceava - B
Lista siturilor arheologice din județul Suceava - B conține toate siturile arheologice din județul Suceava înscrise în Repertoriul Arheologic Național (RAN) și aflate în localități al căror nume începe cu litera B. RAN este administrat de Ministerul Culturii și Patrimoniului Național și cuprinde date științifice, cartografice, topografice, imagini și planuri, precum și orice alte informații privitoare la zonele cu potențial arheologic, studiate sau nu, încă existente sau dispărute.
Puteți căuta un sit din localitățile care încep cu litera B folosind formularul de mai jos sau puteți naviga prin toate siturile din județ la Lista siturilor arheologice din județul Suceava.
| Cod RAN                                    | Denumire | Localitate                                    | Adresă          | Datare                            | Descoperit                                              | Coordonate                                              | Imagine           | Erori            |
| ------------------------------------------ | --- | --------------------------------------------- | --------------- | --------------------------------- | ------------------------------------------------------- | ------------------------------------------------------- | ----------------- | ---------------- |
| 146913.01.01 (Cod LMI: SV-I-m-B-05395.02)  | Situl arheologic de la Baia - "Cetățuia" / ansamblu anonim (Categorie: locuire civilă) (Tip: Locuire)                                                     | sat Baia, comuna Baia                         | Cetățuia        | Precucuteni - III                 | Grigore C. Buțureanu și Neculai Beldiceanu sf. sec. XIX | 47°23′54″N 26°14′05″E / 47.39833°N 26.23472°E           | Încărcați imagine | Raportați eroare |
| 146913.01.02 (Cod LMI: SV-I-m-B-05395.01)  | Situl arheologic de la Baia - "Cetățuia" / ansamblu anonim (Categorie: locuire civilă) (Tip: Așezare)                                                     | sat Baia, comuna Baia                         | Cetățuia        | Komarovow                         | Grigore C. Buțureanu și Neculai Beldiceanu sf. sec. XIX | 47°23′54″N 26°14′05″E / 47.39833°N 26.23472°E           | Încărcați imagine | Raportați eroare |
| 146913.01.03 (Cod LMI: SV-I-s-B-05395)     | Situl arheologic de la Baia - "Cetățuia" / ansamblu anonim (Categorie: locuire civilă) (Tip: Locuire)                                                     | sat Baia, comuna Baia                         | Cetățuia        | Cucuteni - B                      | Grigore C. Buțureanu și Neculai Beldiceanu sf. sec. XIX | 47°23′54″N 26°14′05″E / 47.39833°N 26.23472°E           | Încărcați imagine | Raportați eroare |
| 146913.01.04 (Cod LMI: SV-I-s-B-05395)     | Situl arheologic de la Baia - "Cetățuia" / ansamblu anonim (Categorie: locuire civilă) (Tip: Locuire)                                                     | sat Baia, comuna Baia                         | Cetățuia        | Horodiștea-Erbiceni-Gordinești    | Grigore C. Buțureanu și Neculai Beldiceanu sf. sec. XIX | 47°23′54″N 26°14′05″E / 47.39833°N 26.23472°E           | Încărcați imagine | Raportați eroare |
| 146940.02.01 (Cod LMI: SV-I-s-A-05396)     | Biserica medievală de la Bădeuți - "Vatra satului" / ansamblu Biserica "Sf. Procopie-Mișlăuți" (Categorie: structură de cult/religioasă) (Tip: Biserică)  | localitate componentă Bădeuți, oraș Milișăuți | Vatra satului   | sec. XV                           |                                                         | 47°48′00″N 25°59′57″E / 47.800108°N 25.999064°E         | Încărcați imagine | Raportați eroare |
| 148934.01.01 (Cod LMI: SV-I-s-A-05397)     | Ruinele curții logofătului Ioan Tăutu de la Bălinești / ansamblu Ruinele curții logofătului Ioan Tăutu (Categorie: construcție) (Tip: Curte boierească)   | sat Bălinești, comuna Grămești                |                 | sec. XV - XVI                     |                                                         |                                                         | Încărcați imagine | Raportați eroare |
| 147081.01.01 (Cod LMI: SV-I-s-B-05398)     | Necropola de la Boroaia - "La Tolan" / ansamblu anonim (Categorie: descoperire funerară) (Tip: Necropolă tumulară)                                        | sat Boroaia, comuna Boroaia                   | La Tolan        | sec. III - IV                     |                                                         |                                                         | Încărcați imagine | Raportați eroare |
| 147170.01.01 (Cod LMI: SV-I-m-B-05400.01)  | Situl arheologic de la Botoșana - "Săliște" / ansamblu anonim (Categorie: locuire civilă) (Tip: Așezare)                                                  | sat Botoșana, comuna Botoșana                 | Săliște         | Noua                              |                                                         |                                                         | Încărcați imagine | Raportați eroare |
| 147170.01.02 (Cod LMI: SV-I-m-B-05400.02)  | Situl arheologic de la Botoșana - "Săliște" / ansamblu anonim (Categorie: locuire civilă) (Tip: Așezare)                                                  | sat Botoșana, comuna Botoșana                 | Săliște         | sec. IV                           |                                                         |                                                         | Încărcați imagine | Raportați eroare |
| 147170.01.03 (Cod LMI: SV-I-m-B-05400.01)  | Situl arheologic de la Botoșana - "Săliște" / ansamblu anonim (Categorie: locuire civilă) (Tip: Așezare)                                                  | sat Botoșana, comuna Botoșana                 | Săliște         | sec. XV - XVI                     |                                                         |                                                         | Încărcați imagine | Raportați eroare |
| 147170.02.01 (Cod LMI: SV-I-m-B-05401.03)  | Situl arheologic de la Botoșana - "Săliște" / ansamblu anonim (Categorie: locuire civilă) (Tip: Așezare)                                                  | sat Botoșana, comuna Botoșana                 | Săliște         | geto-dacică sec. IV - II a. Chr.  |                                                         |                                                         | Încărcați imagine | Raportați eroare |
| 147170.02.02 (Cod LMI: SV-I-m-B-05401.02)  | Situl arheologic de la Botoșana - "Săliște" / ansamblu anonim (Categorie: locuire civilă) (Tip: Așezare)                                                  | sat Botoșana, comuna Botoșana                 | Săliște         | sec. VI                           |                                                         |                                                         | Încărcați imagine | Raportați eroare |
| 147170.02.03 (Cod LMI: SV-I-m-B-05401.01)  | Situl arheologic de la Botoșana - "Săliște" / ansamblu anonim (Categorie: locuire civilă) (Tip: Așezare)                                                  | sat Botoșana, comuna Botoșana                 | Săliște         | sec. XIV - XV                     |                                                         |                                                         | Încărcați imagine | Raportați eroare |
| 148408.01.01 (Cod LMI: SV-I-s-B-05402)     | Necropola din epoca bronzului de la Broșteni - "Valea Morii" / ansamblu anonim (Categorie: descoperire funerară) (Tip: Necropolă tumulară)                | sat Broșteni, comuna Drăgușeni                | Valea Morii     |                                   |                                                         |                                                         | Încărcați imagine | Raportați eroare |
| 148024.01.01 (Cod LMI: SV-I-m-B-05403.05)  | Situl arheologic de la Budeni - "La Canton" / ansamblu anonim (Categorie: locuire civilă) (Tip: Așezare)                                                  | sat Budeni, oraș Dolhasca                     | La Canton       |                                   |                                                         |                                                         | Încărcați imagine | Raportați eroare |
| 148024.01.02 (Cod LMI: SV-I-m-B-05403.04)  | Situl arheologic de la Budeni - "La Canton" / ansamblu anonim (Categorie: locuire civilă) (Tip: Așezare)                                                  | sat Budeni, oraș Dolhasca                     | La Canton       | geto-dacică sec. IV a. Chr.       |                                                         |                                                         | Încărcați imagine | Raportați eroare |
| 148024.01.03 (Cod LMI: SV-I-m-B-05403.03)  | Situl arheologic de la Budeni - "La Canton" / ansamblu anonim (Categorie: locuire civilă) (Tip: Așezare)                                                  | sat Budeni, oraș Dolhasca                     | La Canton       | geto-dacică sec. III - II a. Chr. |                                                         |                                                         | Încărcați imagine | Raportați eroare |
| 148024.01.04 (Cod LMI: SV-I-m-B-05403.02)  | Situl arheologic de la Budeni - "La Canton" / ansamblu anonim (Categorie: locuire civilă) (Tip: Așezare)                                                  | sat Budeni, oraș Dolhasca                     | La Canton       | geto-dacică sec. I                |                                                         |                                                         | Încărcați imagine | Raportați eroare |
| 148024.01.05 (Cod LMI: SV-I-m-B-05403.01)  | Situl arheologic de la Budeni - "La Canton" / ansamblu anonim (Categorie: locuire civilă) (Tip: Așezare)                                                  | sat Budeni, oraș Dolhasca                     | La Canton       | sec. VI - VII                     |                                                         |                                                         | Încărcați imagine | Raportați eroare |
| 151148.01.01 (Cod LMI: SV-I-s-B-05404)     | Necropola hallstattiană de la Burla - "Dealul Burlei" / ansamblu anonim (Categorie: descoperire funerară) (Tip: Necropolă tumulară)                       | sat Burla, comuna Burla                       | Dealul Burlei   | sec. XI - X a. Chr.               |                                                         |                                                         | Încărcați imagine | Raportați eroare |
| 146913.02.01                               | Situl arheologic de la Baia / ansamblu anonim (Categorie: locuire civilă) (Tip: Așezare urbană)                                                           | sat Baia, comuna Baia                         |                 | sec. XIV - XVII                   |                                                         |                                                         | Încărcați imagine | Raportați eroare |
| 146913.02.02                               | Situl arheologic de la Baia / ansamblu Adormirea Maicii Domnului (Categorie: locuire civilă) (Tip: biserică)                                              | sat Baia, comuna Baia                         |                 | sec. XVI-XVIII                    |                                                         |                                                         | Încărcați imagine | Raportați eroare |
| 146913.02.03                               | Situl arheologic de la Baia / ansamblu anonim (Categorie: locuire civilă) (Tip: Necropolă)                                                                | sat Baia, comuna Baia                         |                 |                                   |                                                         |                                                         | Încărcați imagine | Raportați eroare |
| 146913.03.01 (Cod LMI: SV-II-m-A-05490)    | Biserica "Adormirea Maicii Domnului" de la Baia / ansamblu Biserica "Adormirea Maicii Domnului" (Categorie: structură de cult/religioasă) (Tip: Biserică) | sat Baia, comuna Baia                         |                 | 1532                              |                                                         |                                                         | Încărcați imagine | Raportați eroare |
| 146940.01.01 (Cod LMI: SV-II-m-A-05491)    | Biserica "Sf. Procopie" din Bădeuți / ansamblu anonim (Categorie: construcție) (Tip: Biserică)                                                            | localitate componentă Bădeuți, oraș Milișăuți |                 | sec. al XV-lea                    |                                                         |                                                         | Încărcați imagine | Raportați eroare |
| 147802.01.01 (Cod LMI: SV-II-m-B-05492)    | Biserica de lemn "Sf. Voievozi" de la Băișești / ansamblu anonim (Categorie: structură de cult/religioasă) (Tip: Biserică de lemn)                        | sat Băișești, comuna Cornu Luncii             |                 | sec. al XVIII-lea                 |                                                         |                                                         | Încărcați imagine | Raportați eroare |
| 148934.02.01                               | Biserica "Sf. Nicolae" din Bălinești / ansamblu anonim (Categorie: structură de cult/religioasă) (Tip: Biserică)                                          | sat Bălinești, comuna Grămești                |                 | 1494, rep. 1763                   |                                                         |                                                         | Încărcați imagine | Raportați eroare |
| 148471.01.01 (Cod LMI: SV-II-m-B-05494)    | Biserica de lemn "Sf. Nicolae" de la Bănești / ansamblu anonim (Categorie: structură de cult/religioasă) (Tip: Biserică de lemn)                          | sat Bănești, comuna Fântânele                 |                 | sec. al XVIII-lea                 |                                                         | 47°35′15″N 26°31′31″E / 47.5875805556°N 26.5252027778°E | Încărcați imagine | Raportați eroare |
| 147045.01.01 (Cod LMI: SV-II-m-B-05495)    | Biserica de lemn "Adormirea Maicii Domnului" / ansamblu anonim (Categorie: structură de cult/religioasă) (Tip: Biserică de lemn)                          | sat Bilca, comuna Bilca                       |                 | 1752                              |                                                         | 47°55′05″N 25°45′16″E / 47.9180555556°N 25.7544444444°E | Încărcați imagine | Raportați eroare |
| 147063.01.01 (Cod LMI: SV-II-m-B-05498.01) | Biserica de lemn "Sfinții Voievozi" de la Bogdănești / ansamblu anonim (Categorie: structură de cult/religioasă) (Tip: Biserică de lemn)                  | sat Bogdănești, comuna Bogdănești             |                 | sec. al XVIII-lea                 |                                                         |                                                         | Încărcați imagine | Raportați eroare |
| 147063.01.02 (Cod LMI: SV-II-m-B-05498.02) | Biserica de lemn "Sfinții Voievozi" de la Bogdănești / ansamblu anonim (Categorie: structură de cult/religioasă) (Tip: Turn clopotniță)                   | sat Bogdănești, comuna Bogdănești             |                 | sec. XIX                          |                                                         |                                                         | Încărcați imagine | Raportați eroare |
| 146940.03.01                               | Așezarea medievală timpurie de la Bădeuți-La Grădini / ansamblu anonim (Categorie: locuire civilă) (Tip: Așezare)                                         | localitate componentă Bădeuți, oraș Milișăuți | La Grădini      | sec. IX-X                         |                                                         |                                                         | Încărcați imagine | Raportați eroare |
| 147170.03.01                               | Tumulul din epoca bronzului timpuriu de la Botoșana-Dealul Gherman / ansamblu anonim (Categorie: descoperire funerară) (Tip: Tumul)                       | sat Botoșana, comuna Botoșana                 | Dealul Gherman  | amforelor sferice                 |                                                         |                                                         | Încărcați imagine | Raportați eroare |
| 147143.01.01 (Cod LMI: SV-I-m-B-05399.02)  | Situl arheologic de la Bosanci - "La pod la Rediu" / ansamblu anonim (Categorie: locuire) (Tip: Așezare)                                                  | sat Bosanci, comuna Bosanci                   | La pod la Rediu |                                   |                                                         |                                                         | Încărcați imagine | Raportați eroare |
| 147143.01.02 (Cod LMI: SV-I-m-B-05399.01)  | Situl arheologic de la Bosanci - "La pod la Rediu" / ansamblu anonim (Categorie: locuire) (Tip: Necropolă)                                                | sat Bosanci, comuna Bosanci                   | La pod la Rediu | geto-dacică sec. IV - III a. Chr. |                                                         |                                                         | Încărcați imagine | Raportați eroare |